# Ocoxaltepec
Ocoxaltepec es una localidad del estado mexicano de Morelos. Es parte del municipio de Ocuituco.

## Toponimia
El nombre «Ocoxaltepec» proviene de los términos en náhuatl: ocotl, ocote; xalli, arena; tepetl, cerro. Su significado es «cerro de la hojarasca del ocote».

## Demografía
| Gráfica de evolución demográfica |
|                                  |

| Censo | Población |
| ----- | --------- |
| 1900  | 350       |
| 1910  | 381       |
| 1921  | 332       |
| 1930  | 369       |
| 1940  | 415       |
| 1950  | 518       |
| 1960  | 661       |
| 1970  | 848       |
| 1980  | 798       |
| 1990  | 1038      |
| 2000  | 1185      |
| 2010  | 1338      |
| 2020  | 1531      |